# Давид (Качахидзе)
Митропролит Давид (в миру Евфи́мий Окропи́рович Качахи́дзе; 15 октября 1872, Кутаис, Кавказское наместничество — 19 марта 1935, Кутаиси) — епископ Грузинской православной церкви, митрополит Батумский и Шемокмедский.

## Биография
Родился 15 октября 1872 года в семье протоиерея Имеретинской епархии.
В 1895 году, как окончивший семинарию с отличием, был рекомендован для продолжения учёбы в Казанскую духовную академию.
25 октября 1897 года, будучи студентом третьего курса, ректором академии епископом Антонием (Храповицким) монашеский постриг с наречением имени Давид, а 21 ноября того же года был рукоположён во иеродиакона. 8 мая 1898 года был рукоположен во иеромонаха.
Окончил Казанскую духовную академию в 1899 году со степенью кандидата богословия и 26 августа того года был назначен инспектором школ Общества восстановления православного христианства на Кавказе.
10 ноября 1900 года был определен преподавателем грузинского языка в Телавском духовном училище. С 10 марта 1902 года — помощник смотрителя Мингрельского духовного училища в Ново-Сенаках. Затем служил смотрителем духовных училищ: с 20 октября 1903 года — Соликамского, с 25 ноября того же года — Полоцкого.
С 14 мая 1905 года — ректор Витебской духовной семинарии с возведением в сан архимандрита. С 25 августа 1906 года — ректор Донской духовной семинарии в Новочеркасске.
4 ноября 1907 года был хиротонисан во епископа Алавердского, викария Грузинской епархии.
17 апреля 1912 года назначен епископом Пятигорским, викарием Владикавказской епархии.
14 февраля 1914 года переведен на Винницкое викариатство Подольской епархии.
В 1917 году примкнул к самопровозглашённой автокефальной Грузинской Православной Церкви и 1 октября того года был определён в её составе епископом Урбнисским.
23 ноября 1921 года ему было поручено управление Чкондидской и Шемокмедской епархией (29 апреля 1922 года был утвержден на этой кафедре). По некоторым данным, в 1923—1924 годах упоминается епископом Батумским.
Современники характеризовали его как нервного и неуравновешенного человека. Он поддерживал курс «обновления и реформ», что подразумевало укоренение в Грузинской Православной церкви идей обновленчества.
С 9 марта 1924 года — вновь епископ Алавердский, теперь как правящий архиерей. 1 ноября того же года ему было поручено управление Кутаисской и Гаенатской епархией. По постановлению Католикосского Совета от 3 ноября 1926 года был перемещен на Ацкурскую кафедру с поручением также временного управления Урбнисской епархией. По постановлению временного управления Грузинской Церкви от 3 января 1927 года оставлен на Кутаисской и Гаенатской кафедре с возведением в сан митрополита.
По постановлению Католикосского Синода от 6 июня 1930 года перемещён на Батумскую и Шемокмедскую кафедру.
Скончался скоропостижно 19 марта 1935 года в Кутаиси и 23 марта был похоронен в местной Петропавловской церкви.